# لويس كارتن
لويس كارتن (بالفرنسية: Louis Cartan)‏، ولد في 19 ديسمبر 1909 في باريس وتوفي في 3 ديسمبر 1943 في فولفنبوتل في ألمانيا، فيزيائي ومقاوم فرنسي. هو ابن إيلي كارتن و أخ هنري كارتن.

## بيوغرافيا
كان عمر لويس كارتن 33 سنة صدر بحقه حكم ترحيل ثم أعدم في ألمانيا لأعماله في المقاومة .
هو ابن الرياضياتي الشهير إيلي كارتن، بعد دراسة ملفتة للنظر في ثانوية هوش في فرساي، توقع طبيعيا المدارس الكبيرة. لكن مرض القلب أجبره على التنازل. حصل على شهادة علوم، أتم أخوه الأكبر هنري كارتن ببراعة مسار الرياضيات، في حين اختار هو الفيزياء.
عام 1932، مات أخوه الملحن ذو الموهبة الكبيرة جون كارتن بعمر 26 سنة بسبب السل. في نفس السنة، دخل لويس مختبر الفيزياء الذرية المشرف عليه موريس دو بروغلي. قام بأبحاث عميقة على «بصريات الأشعة الموجبة وتطبيقاتها على قياس الطيف الكتلي»، عنوان أطروحته للدكتوراه التي يدعم سنة 1937 . في عام 1938، تم تكليفه بأبحاث . السنة التالية، أصبح محاضرا للفيزياء الرياضية في كلية علوم بواتيي.